# Sankt Peders Sogn (Næstved Kommune)

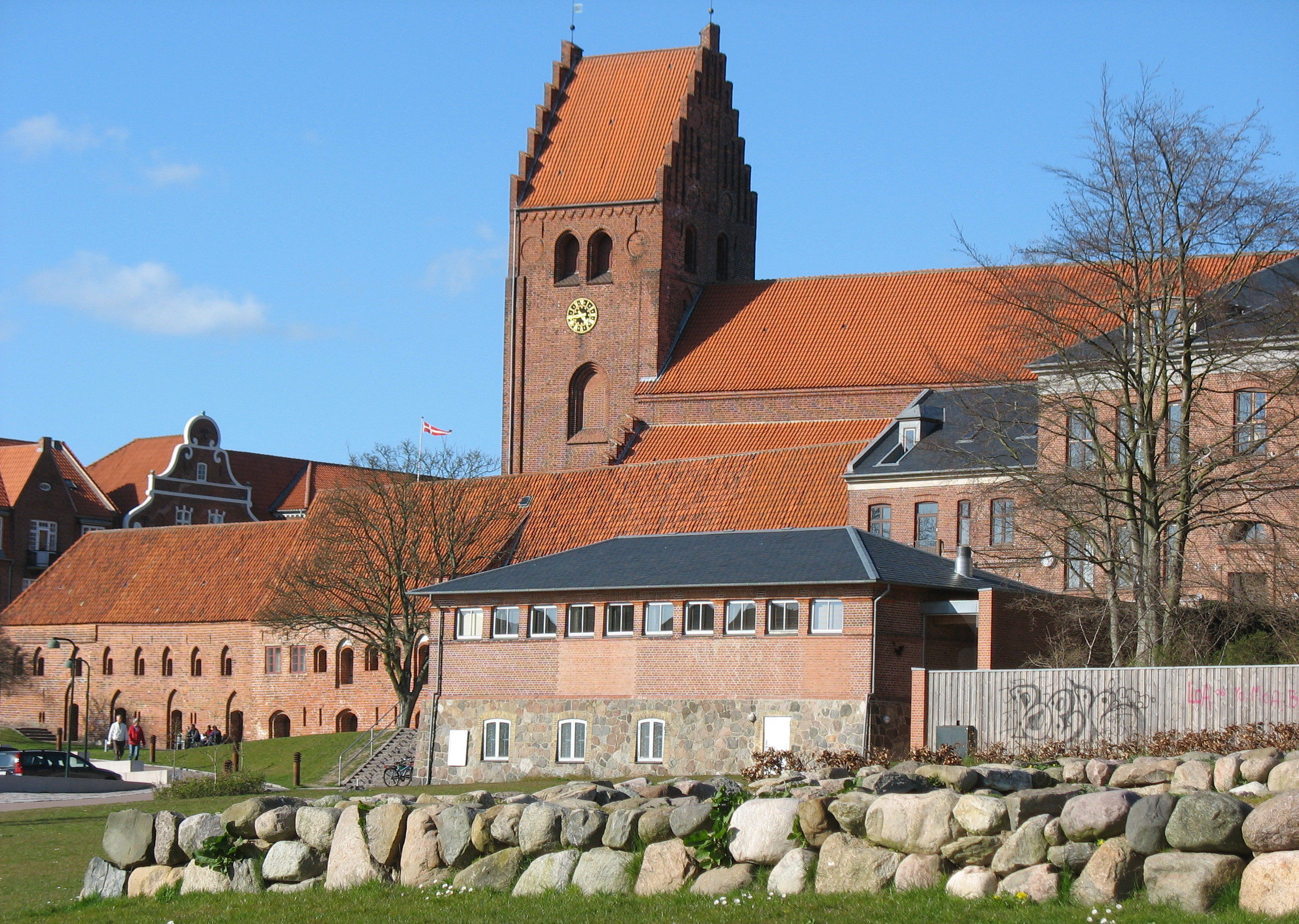
Sankt Peders Kirke

Sankt Peders Sogn (dt.: Petrus Gemeinde)
ist eine Kirchspielsgemeinde (dän.: Sogn) in der Stadt Næstved auf der Insel Sjælland im südlichen Dänemark.
Bis 1970 gehörte sie zur Harde Tybjerg Herred im damaligen Præstø Amt, danach zur Næstved Kommune im Storstrøms Amt, die im Zuge der  Kommunalreform zum 1. Januar 2007 in der „neuen“ Næstved Kommune in der Region Sjælland aufgegangen ist.
Von den 44.996 Einwohnern von Næstved leben 10.100 im Kirchspiel Sankt Peders (Stand: 1. Januar 2023).
Im Kirchspiel liegt die Kirche „Sankt Peders Kirke“.
Nachbargemeinden sind im Norden Herlufsholm Sogn und Holsted Sogn, im Südosten Rønnebæk Sogn, im Süden Sankt Mortens Sogn und im Westen Fodby Sogn.